# Saint-Aubin-Fosse-Louvain
Saint-Aubin-Fosse-Louvain – miejscowość i gmina we Francji, w regionie Kraj Loary, w departamencie Mayenne.
Według danych na rok 1990 gminę zamieszkiwało 290 osób, a gęstość zaludnienia wynosiła 20 osób/km² (wśród 1504 gmin Kraju Loary Saint-Aubin-Fosse-Louvain plasuje się na 991. miejscu pod względem liczby ludności, natomiast pod względem powierzchni na miejscu 801.).